# Gunung Kelawar
Gunung Kelawar är ett berg i Indonesien.   Det ligger i provinsen Aceh, i den västra delen av landet, 1 600 km nordväst om huvudstaden Jakarta. Toppen på Gunung Kelawar är 1 125 meter över havet, eller 92 meter över den omgivande terrängen. Bredden vid basen är 0,41 km.
Terrängen runt Gunung Kelawar är kuperad åt nordost, men åt sydväst är den bergig. Terrängen runt Gunung Kelawar sluttar österut.  Trakten runt Gunung Kelawar är nära nog obefolkad, med mindre än två invånare per kvadratkilometer. Det finns inga samhällen i närheten. I omgivningarna runt Gunung Kelawar växer i huvudsak städsegrön lövskog.